# Liste de lions célèbres ou imaginaires

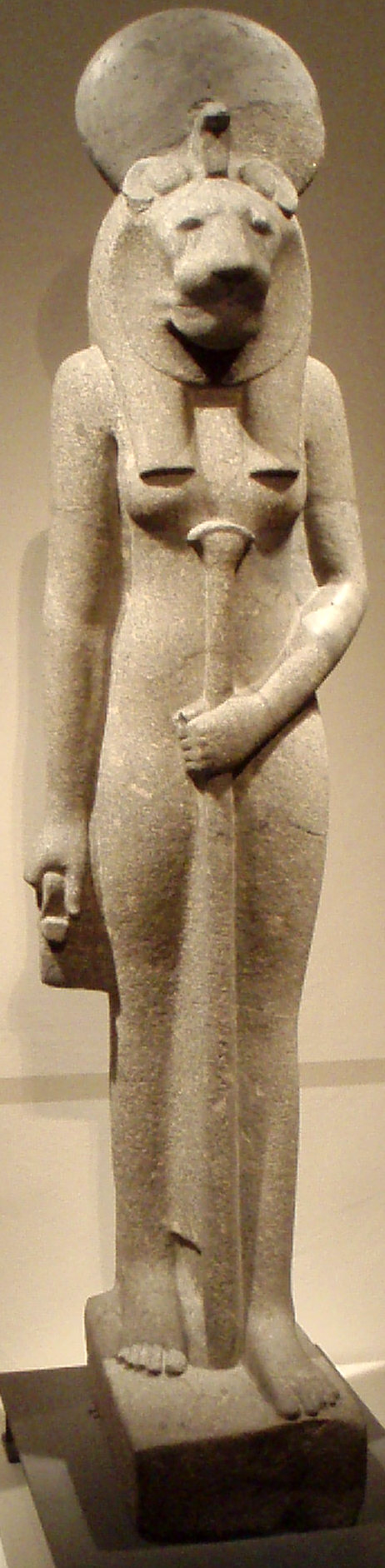
Statue de Sekhmet

Cette liste donne quelques lions célèbres ou imaginaires.

## Mythologie, légendes et folklore
- Yali est un lion de la mythologie hindoue.
- Sekhmet est une déesse à la tête de lionne de la mythologie égyptienne.
- Maahes, est le dieu de la guerre, fils de Bastet.
- Nergal est un dieu de la mythologie mésopotamienne parfois dépeint comme un lion.
- Cybèle est une déesse dont le char est tiré par des lions.
- Atalante et Hippomène sont changés en lions dans la mythologie grecque.
- Le lion de Némée représente le premier travail d'Hercule.
- Samson tue un lion dans le Livre des Juges.
- Daniel est un saint jeté aux lions mais qui survécu par miracle, dans le Livre de Daniel.
- Saint Jérôme de Stridon retira une épine de la patte d'un lion.
- La chimère est une créature avec la partie antérieure du corps comme celle d'un lion dans la mythologie grecque.
- Le manticore est une créature des bestiaires médiévaux possédant le corps d'un lion la tête d'un homme et une queue de scorpion.
- Le mermecolion est une créature des bestiaires médiévaux possédant le corps d'une fourmi et la tête d'un lion.
- Le griffon est une créature des bestiaires médiévaux possédant le corps d'un lion et la tête et les ailes d'un aigle.
- Le sphinx est une créature de la mythologie égyptienne et grecque possédant le corps d'un lion et la tête d'un homme, avec ou sans ailes selon les traditions.
- Le Lion de Juda est un mythe issu de la Genèse, qui est devenu par la suite le symbole du mouvement Rasta. Il est également l'emblème de l'agence de publicité Marcel.

## Lions dans la littérature et les films

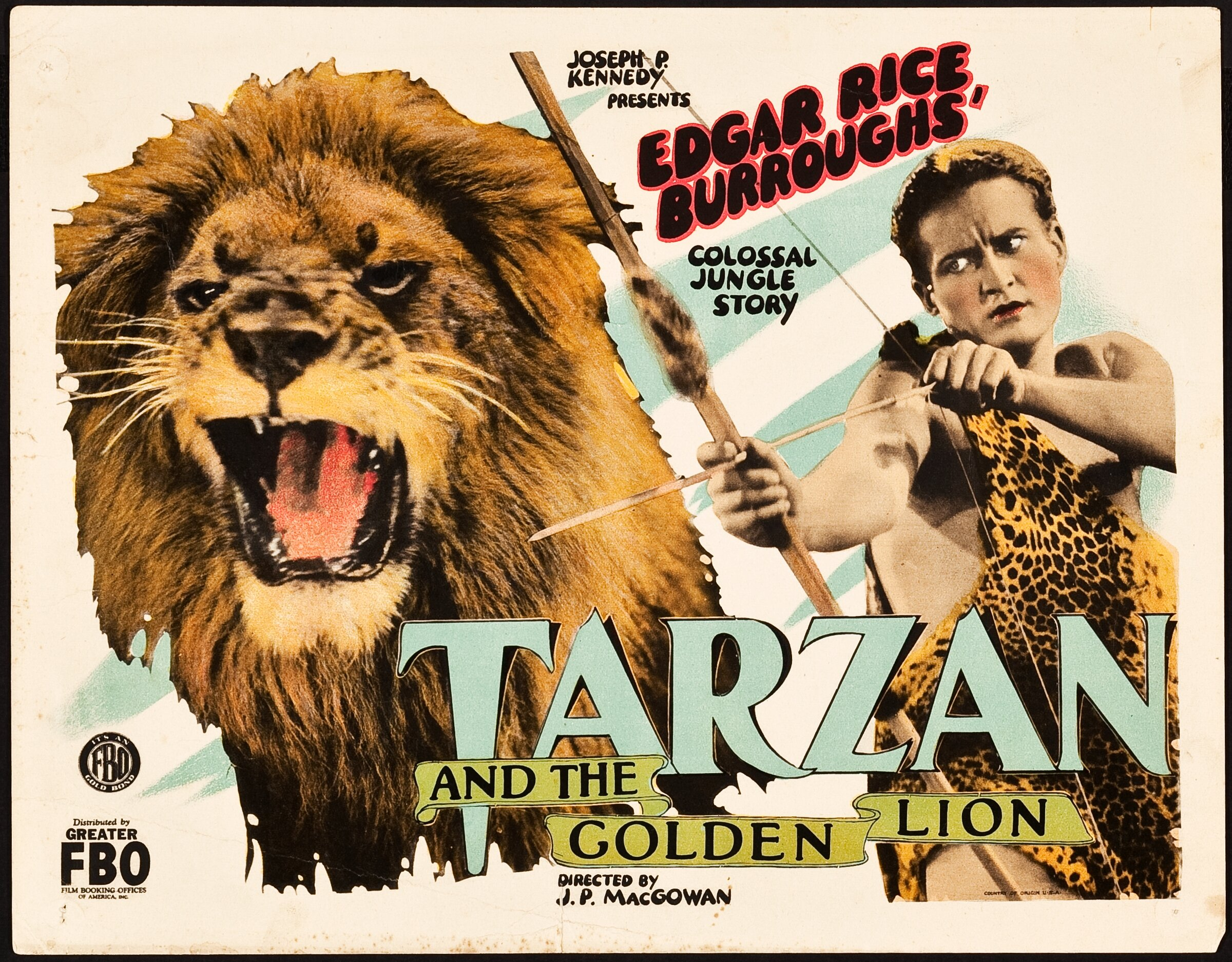
Affiche du film Tarzan et le Lion d’Or avec James Pierce (1927).

- Aslan est un lion dans la série de livres de C. S. Lewis qui se trouve également dans les adaptations cinématographiques de celui-ci.
- Lambert le lion peureux est un personnage du Magicien d'Oz qui se trouve également dans les adaptations cinématographiques de celui-ci.
- Jad-bal-ja est le lion apprivoisé de Tarzan.
- Alex le Lion dans Madagascar.
- Clip le lion, dans le film allemand No lion land.
- Elsa la lionne dans Vivre libre.
- Simba, Nala, Mufasa, Scar, Sarabi, Sarafina et les autres personnages du film Disney Le Roi lion. Kiara, Kovu, Zira, Vitani, Nuka et les autres personnages du Le Roi lion 2 : L'Honneur de la tribu.
- Clarence le lion dans Daktari.
- Ryan et Samson dans The Wild.
- Sirga la lionne dans L'Enfant lion.
- Graograman, la Mort Multicolore dans L'Histoire sans fin de Michael Ende.

## Lions dans les dessins animés
- Plusieurs Digimon ont des figures de lion comme Leomon.
- Le Roi Léo
- Plusieurs pokémon comme Luxray ou Solgaleo sont basés sur la figure du lion.
- Plusieurs personnages de Yu-Gi-Oh!

## Lions comme mascotte
- Leo le lion, mascotte de la Metro-Goldwyn-Mayer.
- Goleo VI mascotte de la Coupe du monde de football de 2006

## Lions célèbres
- Cecil
- Elsa la lionne
- Lion du château de Gripsholm
- Marjan
- Kamunyak